# مارتن برونر
مارتن برونر (مواليد 23 أبريل 1963) هو لاعب كرة قدم. يلعب مع منتخب سويسرا لكرة القدم. سبق له أن لعب في كأس العالم لكرة القدم مع منتخب بلاده.

## مسيرته الكروية
لعب مارتن برونر خلال مسيرته الاحترافية مع ناديين في تسعة عشر موسمًا ولم يسجل خلالها أي هدف ضمن 489 مباراة. حيث فاز في سبعة مواسم بالكأس وفي خمسة مواسم بالدوري.
خاض مارتن برونر مسيرته مع نادي غراسهوبر زيوريخ في موسم 1980–81 ليلعب معه أربعة عشر موسمًا، مشاركًا في 314 مباراة ولم يسجل أي هدف. ثم انتقل إلى نادي لوزان في موسم 1994–95 ليلعب معه خمسة مواسم، حيث شارك في 175 مباراة ولم يسجل أي هدف أيضًا.

## روابط خارجية
- مارتن برونر على موقع الاتحاد الدولي (مؤرشف)  (الإنجليزية)
- مارتن برونر على موقع قاعدة بيانات كرة القدم.إي يو (الإنجليزية)
- مارتن برونر على موقع ناشيونال فوتبول تيمز (الإنجليزية)
- مارتن برونر على موقع عالم كرة القدم.نت (الإنجليزية)